# Muavenet (Schiff, 1973)
Die Muavenet war eine Fregatte der türkischen Marine. Sie stand von 1973 bis 1993 im Dienst bei der United States Navy, wo sie zunächst als Geleitzerstörer Capodanno (DE/FF-1093) als Einheit der Knox-Klasse gebaut und eingesetzt war. Am 1. Juli 1975 wurde das Schiff zur Fregatte umklassifiert.

## Geschichte
Die Muavenet wurde am 12. Oktober 1971 bei Avondale Shipyards in New Orleans, Louisiana auf Kiel gelegt. Der Stapellauf als Capodanno erfolgte am 21. Oktober 1972, die Indienststellung bei der Navy am 17. November 1973. Das Schiff war benannt nach Marinekaplan Vincent Robert Capodanno (* 13. Februar 1929 in Richmond County, New York; † 4. September 1967 in Vietnam), der 1967 durch einen Heckenschützen tödlich verwundet wurde und als zweiter Militärgeistlicher in der US-Militärgeschichte posthum mit der Medal of Honor ausgezeichnet wurde.
Die Capodanno wurde der Atlantikflotte unterstellt. Ihre ersten Einsätze führten sie ins Mittelmeer, 1976 in den mittleren Osten und 1977 vor die Küste Südamerikas. Dort nahm sie zum ersten Mal an der UNITAS-Übung teil. Nach fünf Einsatzjahren ging die Capodanno 1978 das erste Mal bei Bath Iron Works in Bath, Maine, zur Überholung ins Dock.
1979 folgte nach Abschluss der Arbeiten der zweite Mittelmeereinsatz. Im Sommer 1980 nahm die Fregatte an der „Teamwork 80“-NATO-Übung teil, 1981 folgte das zweite UNITAS-Manöver vor Südamerika. Im November 1982 begann der dritte Mittelmeereinsatz: die Capodanno war Teil der multinationalen Friedenstruppe vor dem Libanon. Nach der Rückkehr von diesem Einsatz wurde sie 1983 in Bath zum zweiten Mal grundlegend überholt und modernisiert. Den Rest des Jahres 1984 verbrachte das Schiff nach Abschluss der Arbeiten mit Übungen in der Karibik.
Im Oktober 1985 lief die Fregatte als Teil der Kampfgruppe der Coral Sea erneut ins Mittelmeer und den Indischen Ozean aus, von wo aus Angriffe gegen Libyen unternommen wurden. Nach der Rückkehr an die US-Ostküste wurde das Schiff in Boston kurz überholt, anschließend blieb es zu Übungseinsätzen im karibischen Raum. Im September 1987 lief die Capodanno nach Norwegen aus, wo sie am „Ocean Safari 87“-NATO-Manöver teilnahm. Ende Februar 1988 begann dann der fünfte Mittelmeereinsatz.
Am 30. Juli 1993 wurde die Fregatte außer Dienst gestellt, verblieb aber noch bis zum 11. Januar 1995 im Schiffsregister der Navy. Am Tag ihrer Außerdienststellung wurde das Schiff an die Türkei verpachtet, wo es als Muavenet (F-250) in Dienst gestellt wurde. Die türkische Marine erwarb das Schiff am 22. Februar 2002 vollständig und setzte es ein, bis es 2012 zu den Abwrackwerften von Aliağa verbracht wurde.